# Lerchenfelder Straße
Die Lerchenfelder Straße in Wien führt von der Zweierlinie zum Gürtel. Sie bildet die Grenze zwischen dem 7. Gemeindebezirk Neubau und dem 8. Bezirk Josefstadt.

## Geschichte
Die Straße bestand bereits im Mittelalter als Feldweg; aus der Zeit um 1314 ist die Bezeichnung Kremser Straße überliefert.
Ende des 17. Jahrhunderts war die Straße bereits weitgehend verbaut. Der untere Teil trug den Namen Rofranogasse (nach den Besitzern des am Anfang gelegenen Palais Auersperg), der obere Teil Hauptstraße in Alt-Lerchenfeld, später Alt-Lerchenfelder Hauptstraße. Bis zum Abriss des Linienwalls ab 1894 endete die Straße an der Kaiserstraße.
Seit 1862 trägt sie den einheitlichen Namen Lerchenfelder Straße.

## Beschreibung
Die Lerchenfelder Straße beginnt an Museumstraße bzw. Auerspergstraße zwischen Palais Auersperg und Weghuberpark. Sie verläuft gerade bis zur Kreuzung Kellermanngass/Piaristengasse, beschreibt dann einen leichten Rechtsbogen bis Neubaugasse/Strozzigasse und führt dann wieder geradlinig, vorbei an der Altlerchenfelder Pfarrkirche und dem davor gelegenen Ceija-Stojka-Platz, bis zum Lerchenfelder Gürtel. Der Straßenzug kreuzt die beiden Richtungsfahrbahnen des Gürtels, unterquert dabei die Brücke der Wiener Stadtbahn (heute U-Bahn-Linie U6) und setzt sich im 16. Bezirk in der Thaliastraße fort.
Die geschlossene Verbauung auf beiden Seiten stammt überwiegend aus der Zeit des Historismus, teils auch mit secessionistischen Elementen.
An Grünflächen gibt es entlang des gesamten Straßenverlaufs nur den Weghuberpark am Beginn und den mit Bäumen bestandenen und gärtnerisch gestalteten Ceija-Stojka-Platz neben der Altlerchenfelder Kirche.

## Verkehr
Die Lerchenfelder Straße ist Teil einer wichtigen innerstädtischen Verbindung vom Zentrum in die westlichen Bezirke. Sie ist als Hauptstraße A klassifiziert.
Die Breite der Straße erlaubt nicht die Anlegung besonderer Verkehrsflächen für bestimmte Nutzergruppen wie etwa Radfahrstreifen. Radfahrer, motorisierter Individualverkehr und Straßenbahn müssen sich den Fahrraum zwischen den an beiden Rändern geparkten Fahrzeugen teilen.
Die Straßenbahn erschließt seit 1903 die Straße der Länge nach, seit 1907 bis heute mit dem Liniensignal 46. Darüber hinaus kreuzen die Autobuslinie 13A bei Piaristengasse (Fahrtrichtung Alser Straße) und Strozzigasse (Fahrtrichtung Hauptbahnhof) sowie die Straßenbahnlinie 5 bei Kaiserstraße und Blindengasse. Zugang zum U-Bahn-Netz besteht am Anfang wenige Schritte entfernt in der Museumstraße (U-Bahn-Station Volkstheater, Linien U2 und U3) sowie am Ende am Gürtel (U-Bahn-Station Thaliastraße, Linie U6). Die direkt an der Lerchenfelder Straße gelegene gleichnamige U-Bahn-Station wurde 2003 aufgelassen.

## Bemerkenswerte Adressen
(Denkmalgeschützte Objekte sind durch Fettdruck hervorgehoben. Ungerade Hausnummern liegen im 7., gerade im 8. Bezirk.)
- Nr. 2: Palais Auersperg
- Nr. 6: Miethaus Zum heiligen Petrus (Biedermeier)
- Nr. 13: Schottendurchhaus – frühhistoristisches Wohnhaus mit drei Höfen und Durchhaus zur Neustiftgasse
- Nr. 15: An dieser Stelle stand bis 1892 das Geburtshaus von Johann Strauss (Sohn)
- Nr. 35: secessionistisches Miethaus
- Nr. 51: Biedermeier-Wohnhaus Zum goldenen Fassl, erbaut 1820[5]
- Nr. 54–56: Miethaus von Ernst Epstein mit secessionistischer Fassade, erbaut 1910[5]
- Nr. 111: Alt-Lerchenfelder Pfarrkirche und Pfarrhof

## Bildergalerie

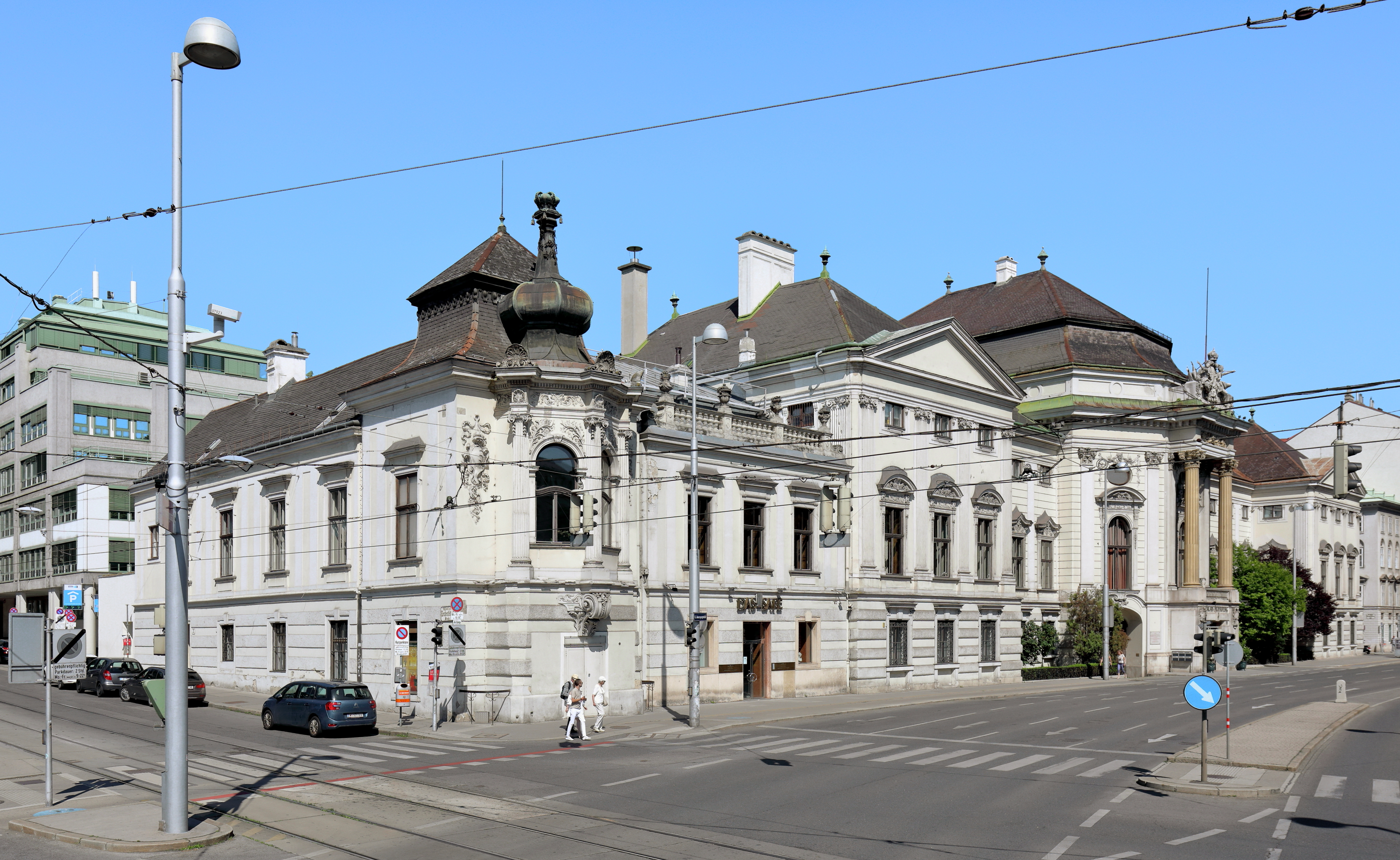
Palais Auersperg; links beginnt die Lerchenfelder Straße
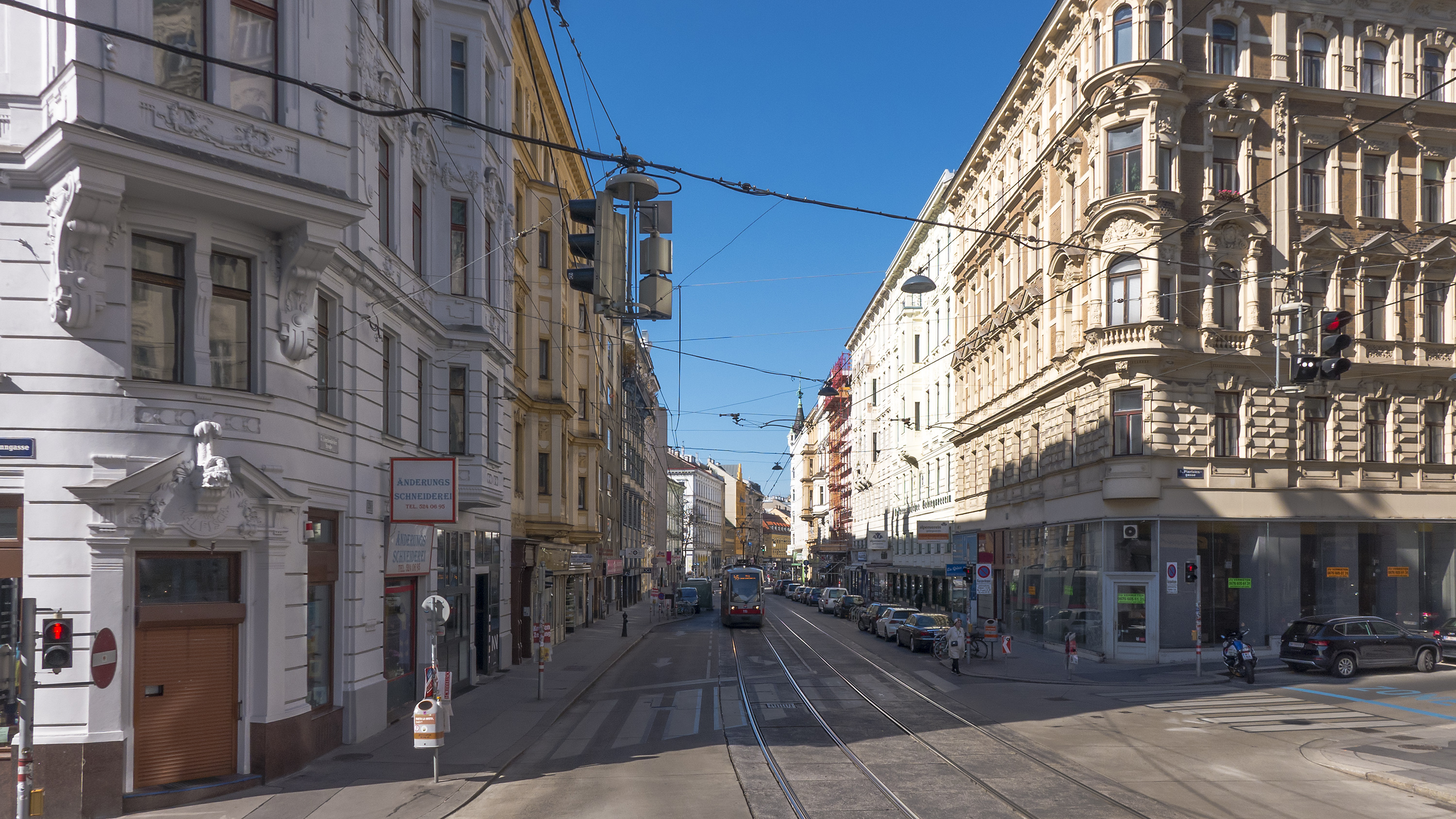
Lerchenfelder Straße bei der Kellermanngasse Richtung Westen
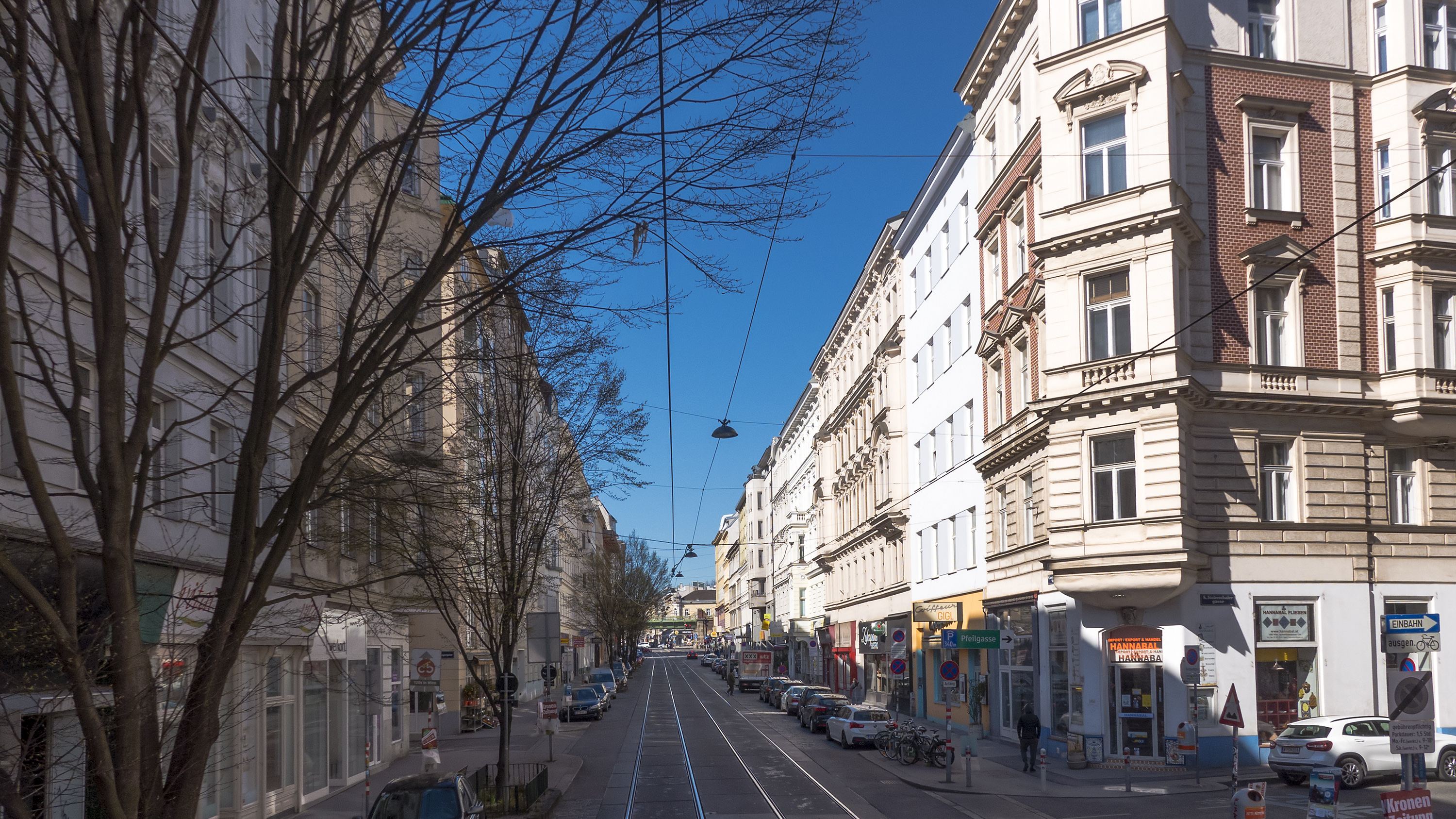
Lerchenfelder Straße bei der Stolzenthalergasse Richtung Gürtel
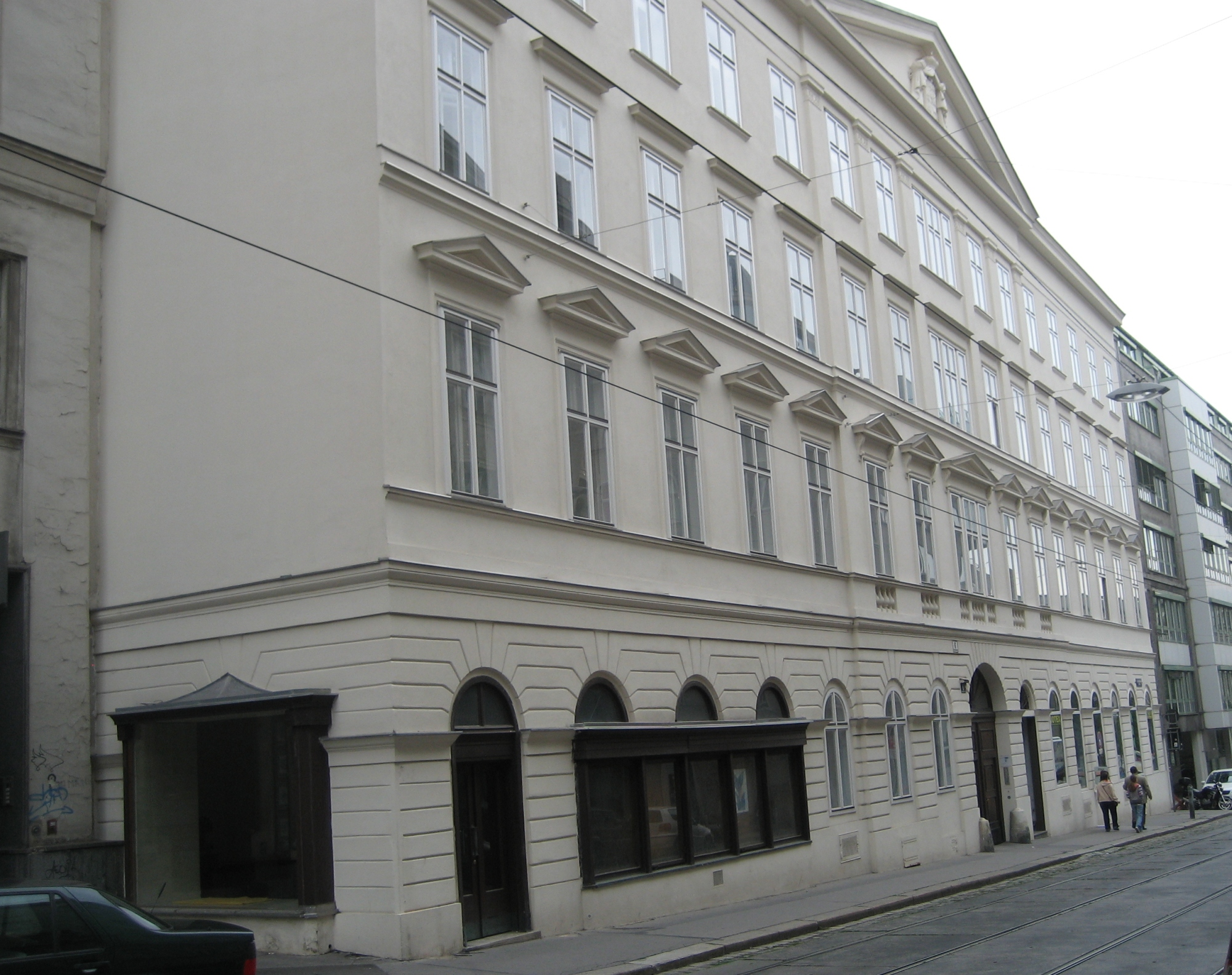
Haus Zum heiligen Petrus (Nr. 6)
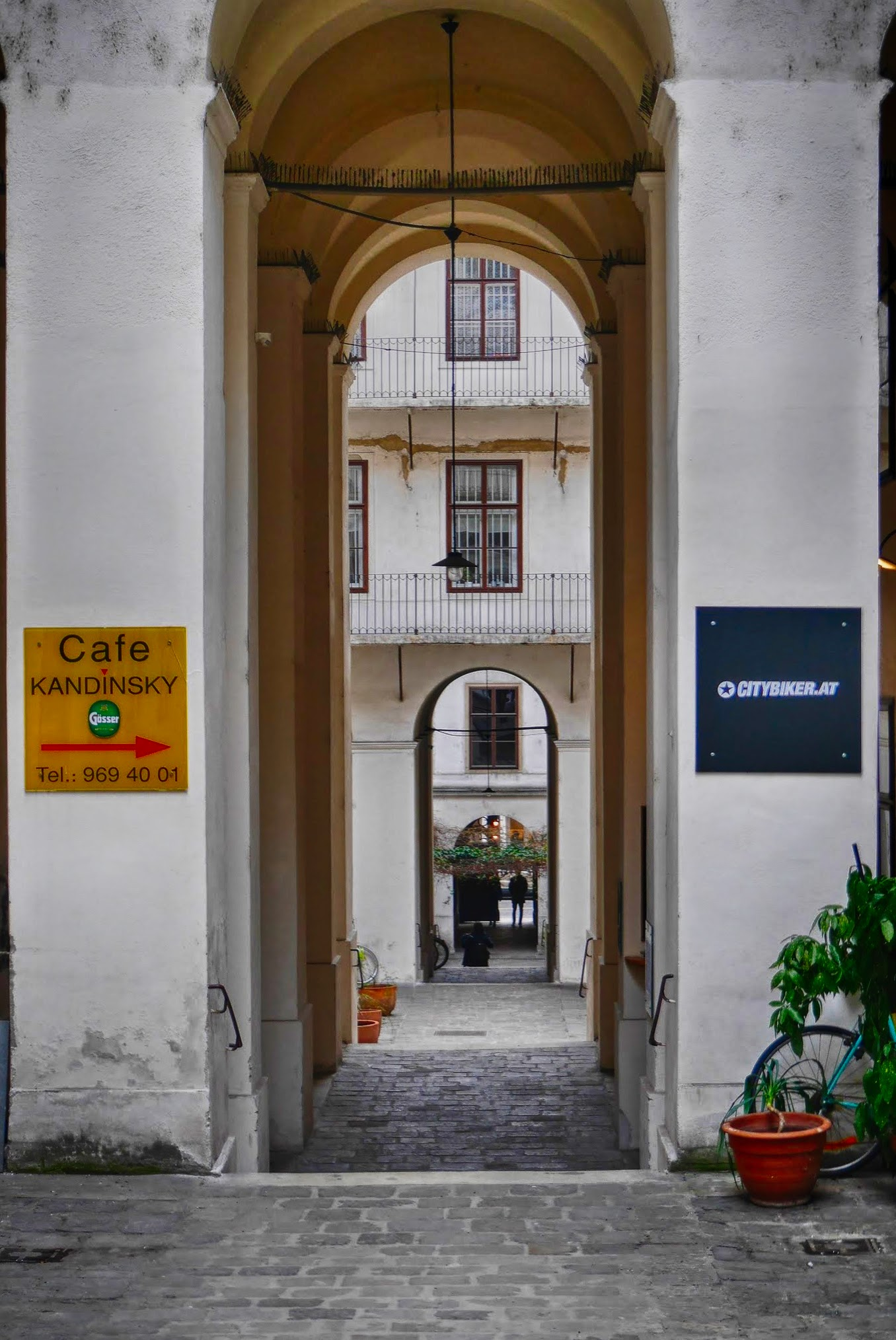
Schottendurchhaus (Nr. 13)
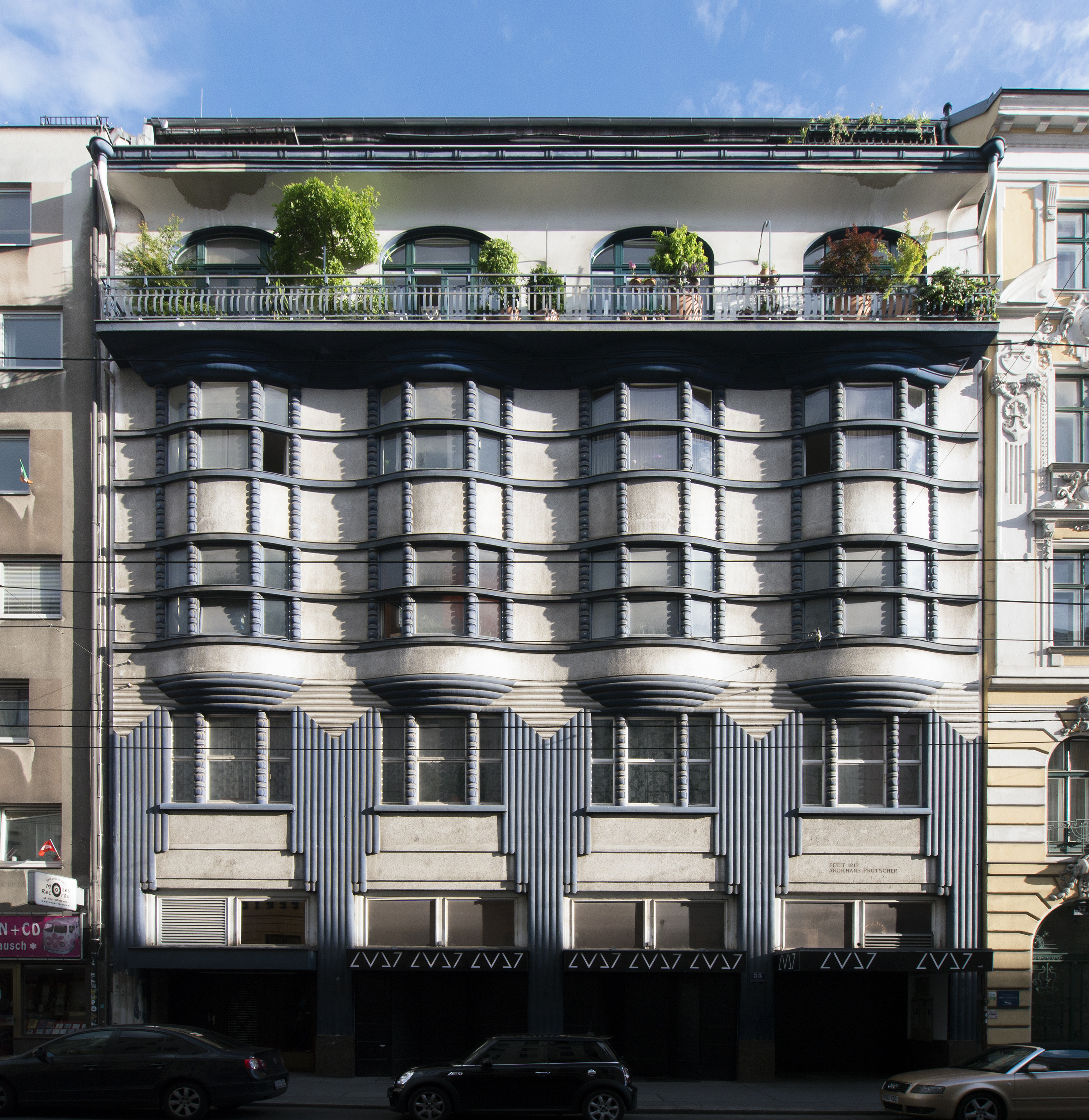
Lerchenfelder Straße 35
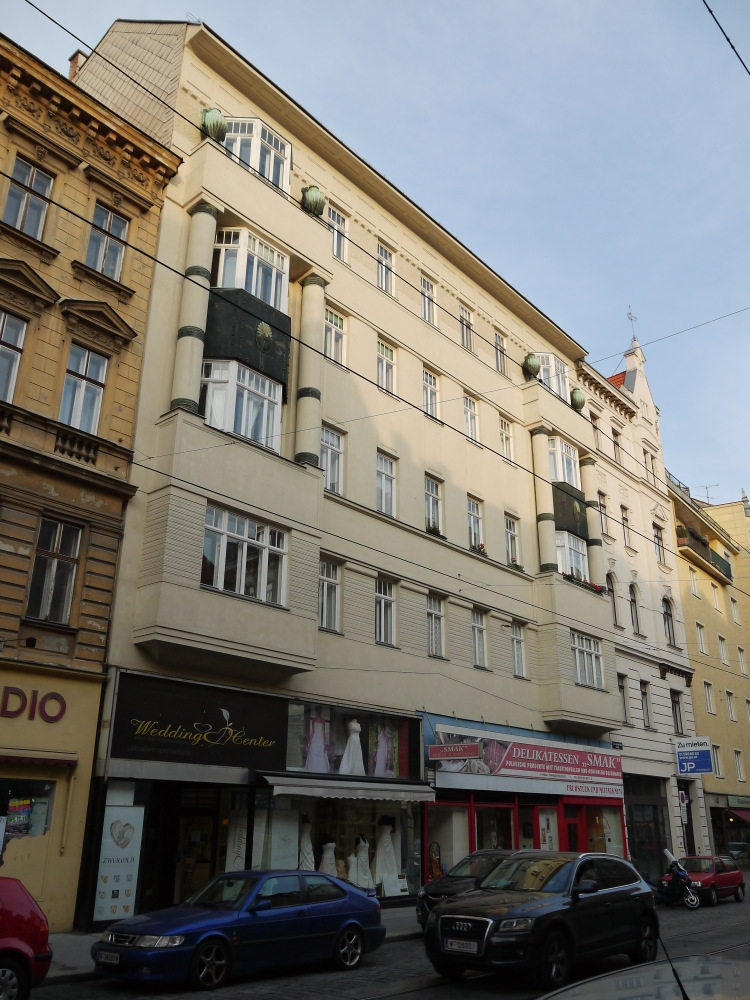
Lerchenfelder Straße 54–56
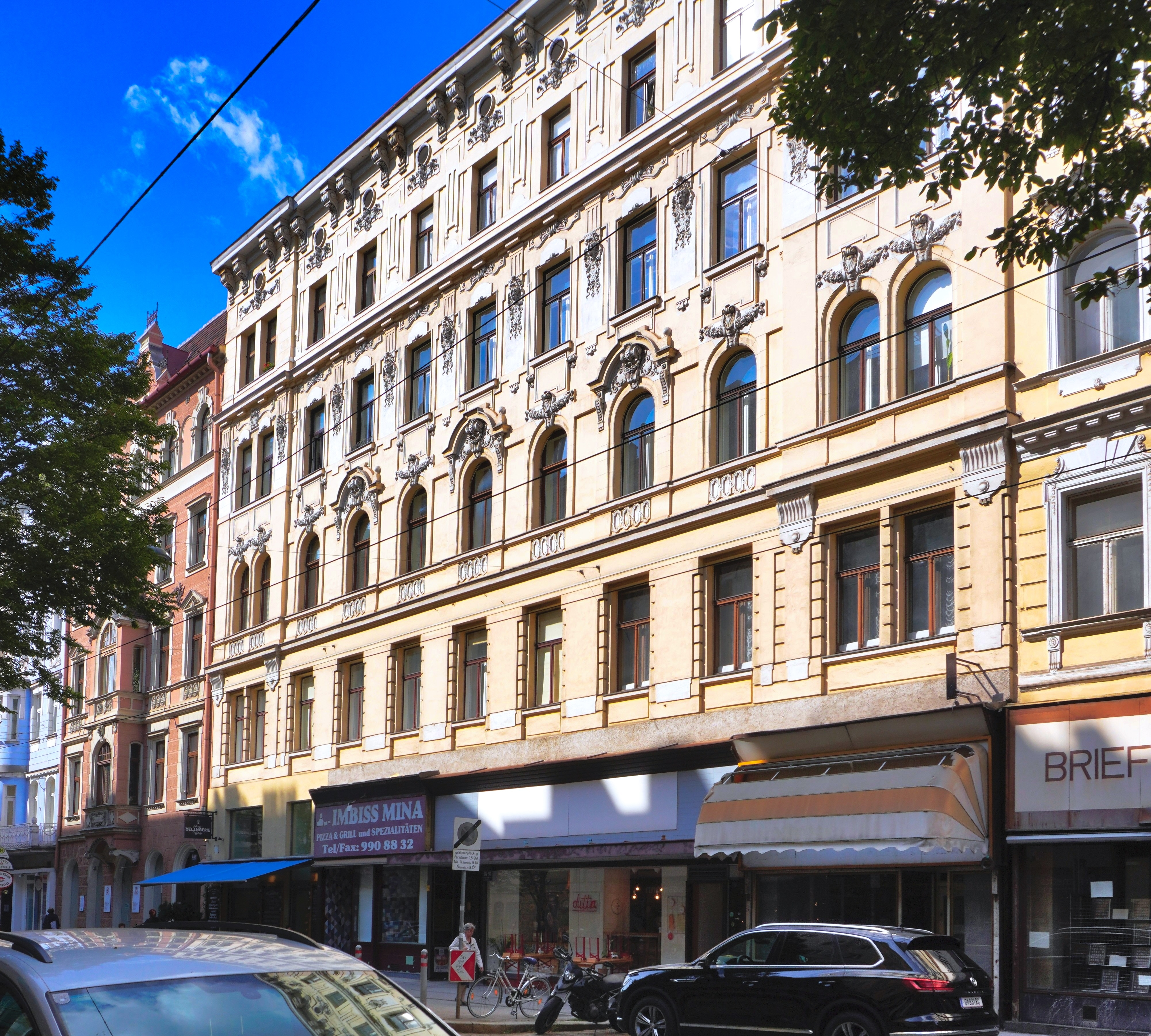
Lerchenfelder Straße 94–98
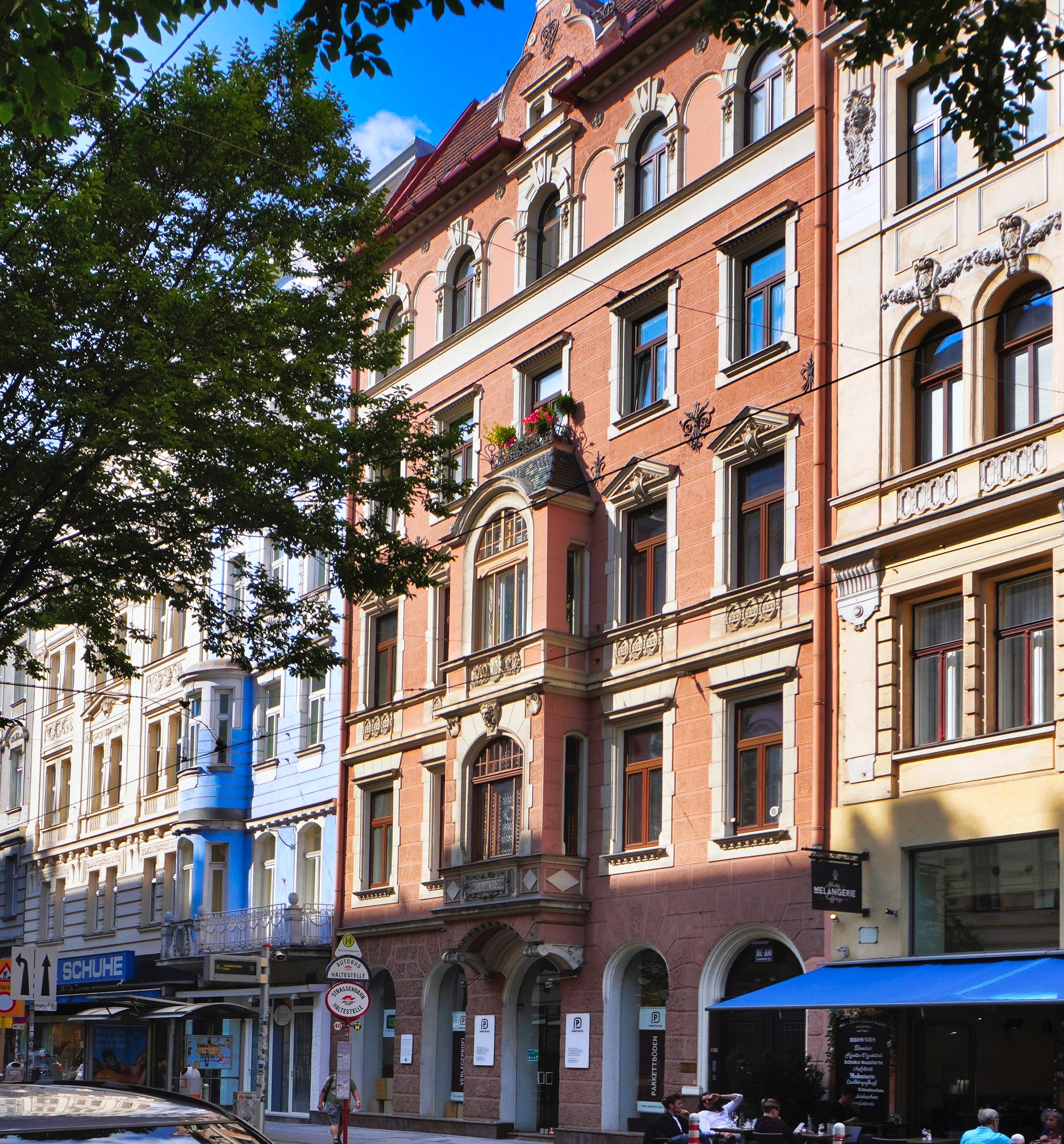
Lerchenfelder Straße 100–102
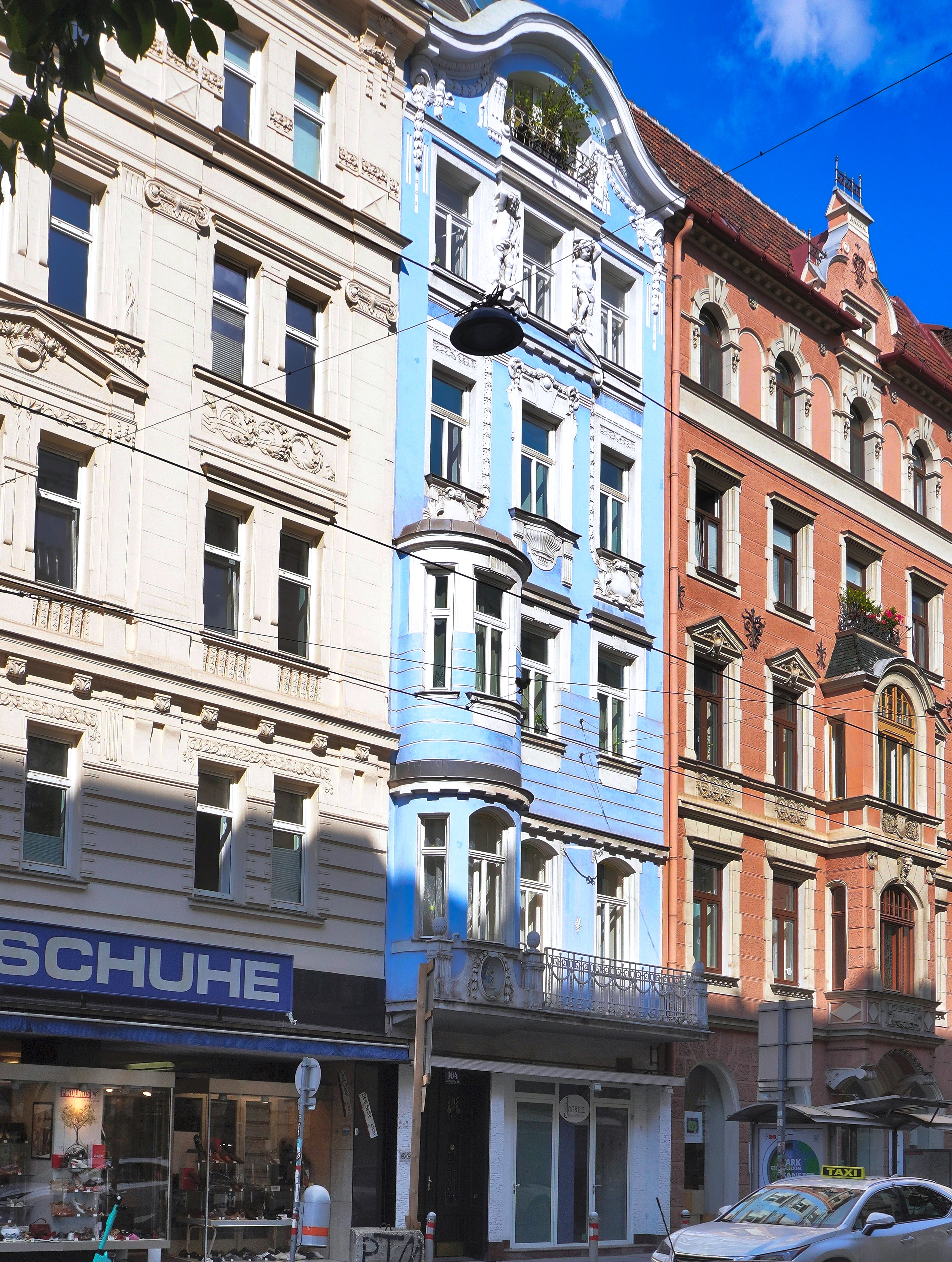
Lerchenfelder Straße 104
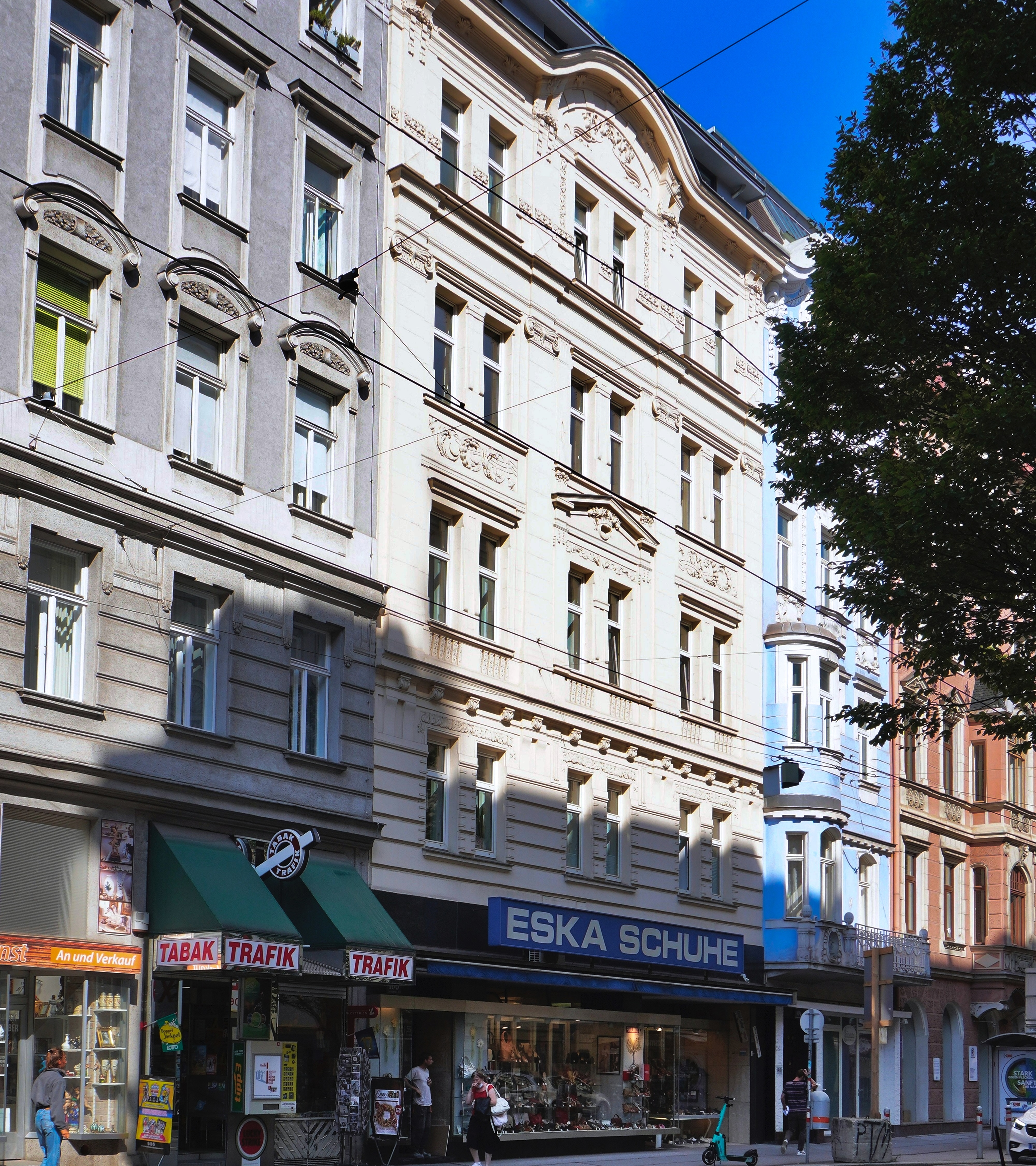
Lerchenfelder Straße 106
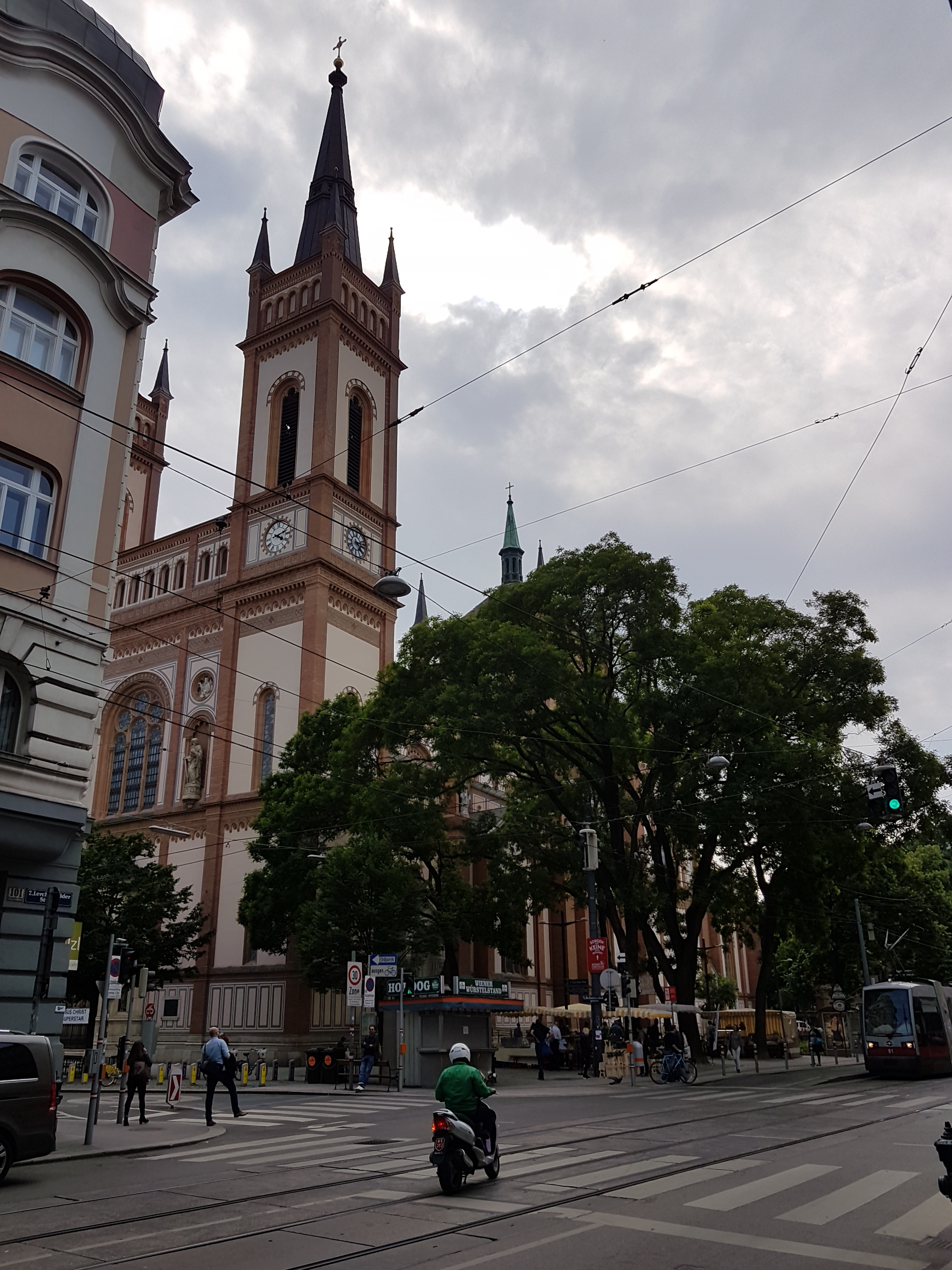
Alt-Lerchenfelder Pfarrkirche und Ceija-Stojka-Platz